# Homoporus fulviventris
Homoporus fulviventris är en stekelart som först beskrevs av Walker 1835.  Homoporus fulviventris ingår i släktet Homoporus och familjen puppglanssteklar. Arten är reproducerande i Sverige. Inga underarter finns listade i Catalogue of Life.